# یوشینو دایو

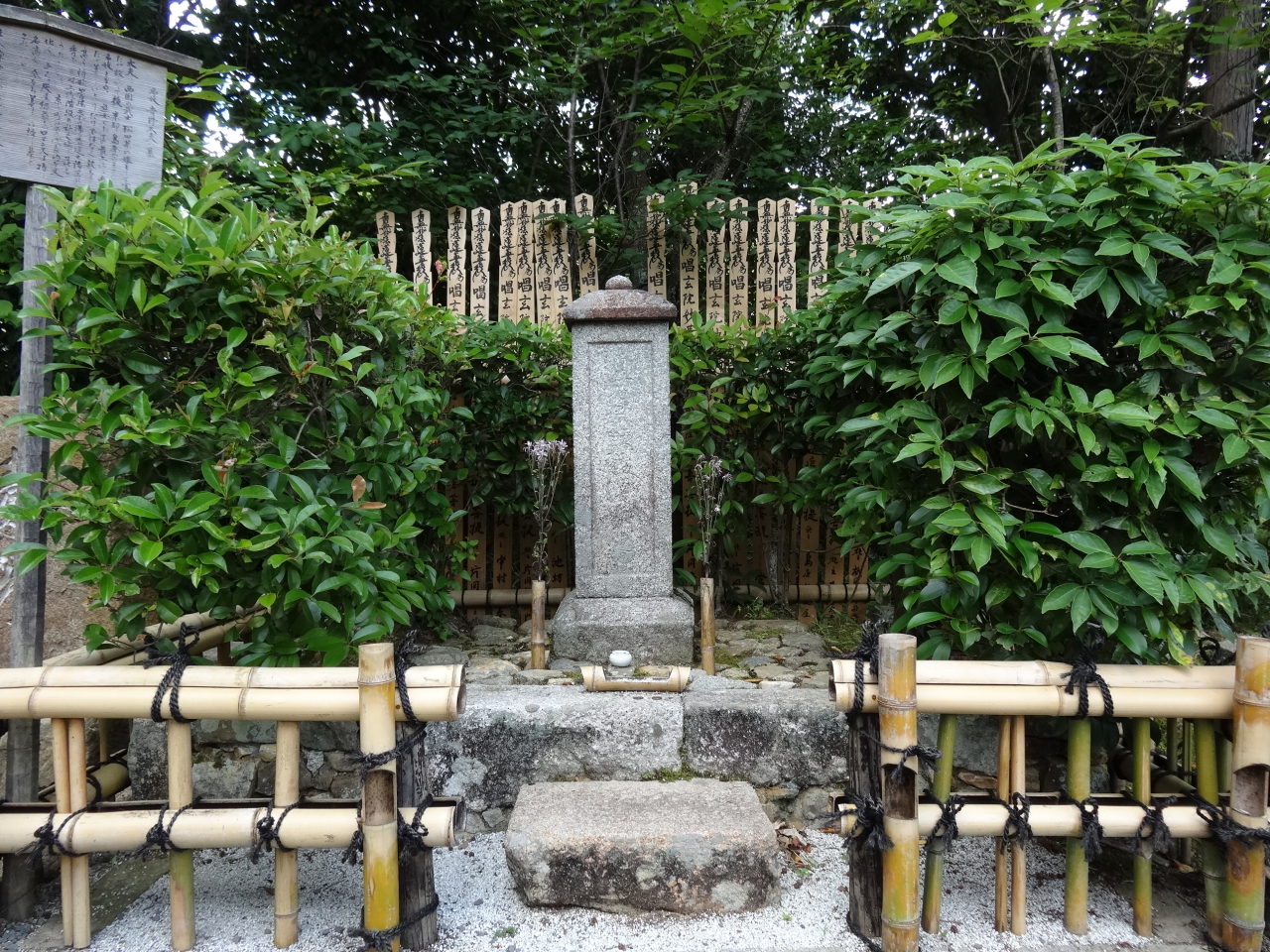
قبر یوشینو دایو

دومین نسل یوشینو دایو (به ژاپنی: 吉野太夫 よしのだゆう)، نام واقعی: توکوکو ماتسودا تولد ۱۰ آوریل ۱۶۰۶–۲۵ اوت ۱۶۴۳، یک تایو (مجری زن) بود.
یوشینو تایو نام معروفی است که نسل به نسل در بین تایوهای کیوتو منتقل شده است و گفته می‌شود که از نسل اول تا ۱۰ نسل وجود داشته است. اولین نسل یوشینو تایو شخصیتی از دوره آزوچی-مومویاما بود و گفته می‌شود که با شخصیت‌های فرهنگی مانند هونامی کوتسو در ارتباط بوده است.
امروزه دومین نسل یوشینو دایو به عنوان شخصیتی در رمان میاموتو موساشی ایجی یوشیکاوا شناخته می‌شود. آخرین نسل، یوشینو دایو، گفته می‌شود که در دوره کانبون یا دوره انپو (حدود دهه ۱۶۷۰ میلادی) زندگی می‌کرده است.